# 上海共同租界工部局宰牲場

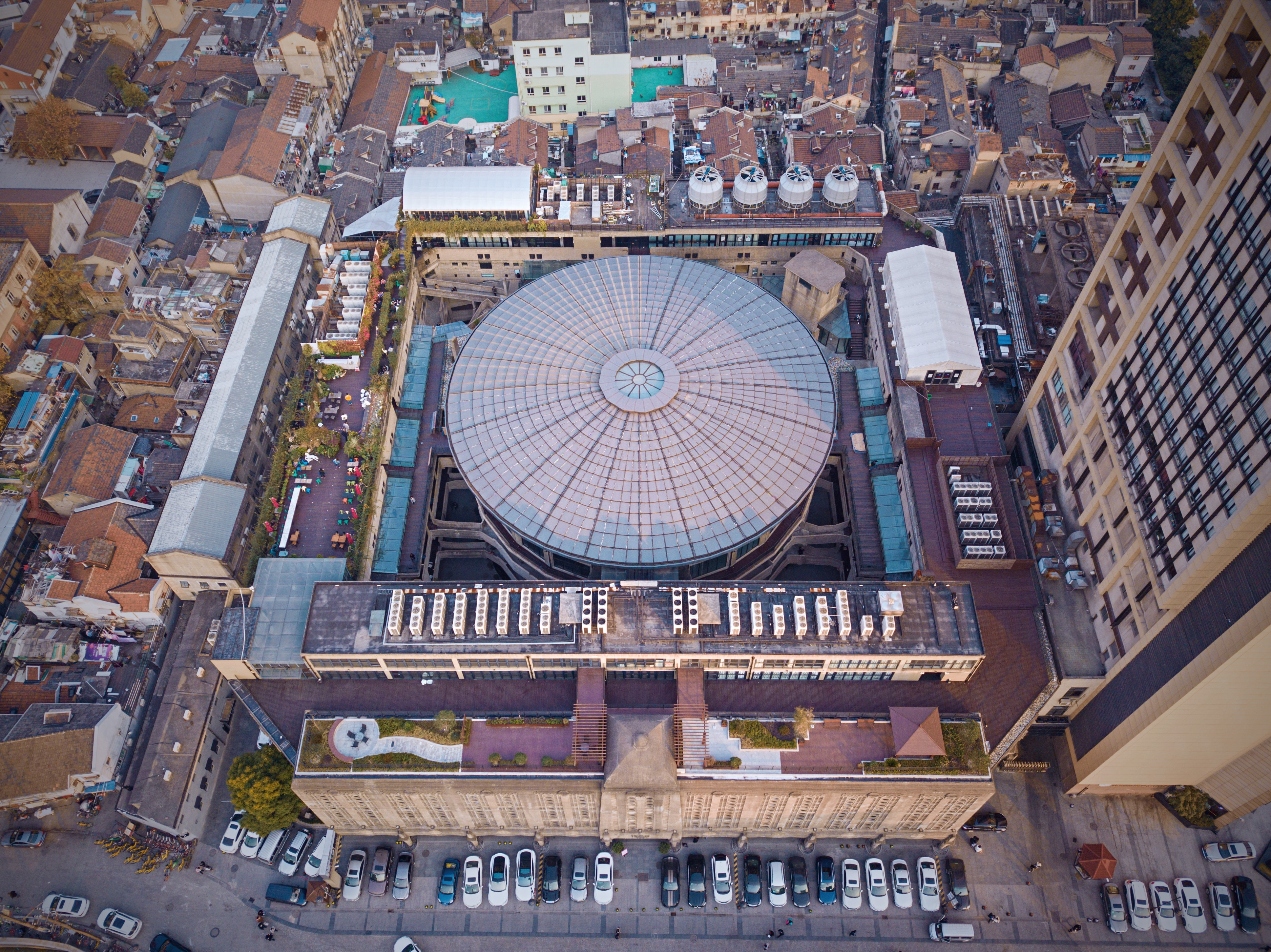
上海共同租界工部局宰牲場

上海共同租界工部局宰牲場（シャンハイきょうどうそうかいこうぶきょくさいせいじょう、中国語: 上海公共租界工部局宰牲場）は上海市虹口区にある建築である。この建物は上海市優秀歴史建築と中華人民共和国全国重点文物保護単位である。
上海共同租界工部局は1892年に屠牛場を開設した。現在の建築は1933年11月に竣工し、1934年1月に起用した、当時極東最大の屠牛場だった。第二次上海事変以降、工部局宰牲場は旧日本軍に占拠され、「市立第一宰牲場」に改名された。施設は1958年までに屠牛場として使われ続けたが，1958年から1970年までに肉製品の加工工場として利用された。施設は現在、「1933老場坊」の名称でイベント会場として利用されている。